# 达朗格阿奥恩
达朗格阿奥恩（Dharangaon），是印度马哈拉施特拉邦Jalgaon县的一个城镇。总人口33618（2001年）。

## 人口
该地2001年总人口33618人，其中男性17268人，女性16350人；0—6岁人口4472人，其中男2365人，女2107人；识字率65.92%，其中男性为74.04%，女性为57.35%。